# باد زالدتفورث
شهر باد زالدتفورث در ایالت نیدرزاکسن در کشور آلمان واقع شده است.

## نگارخانه

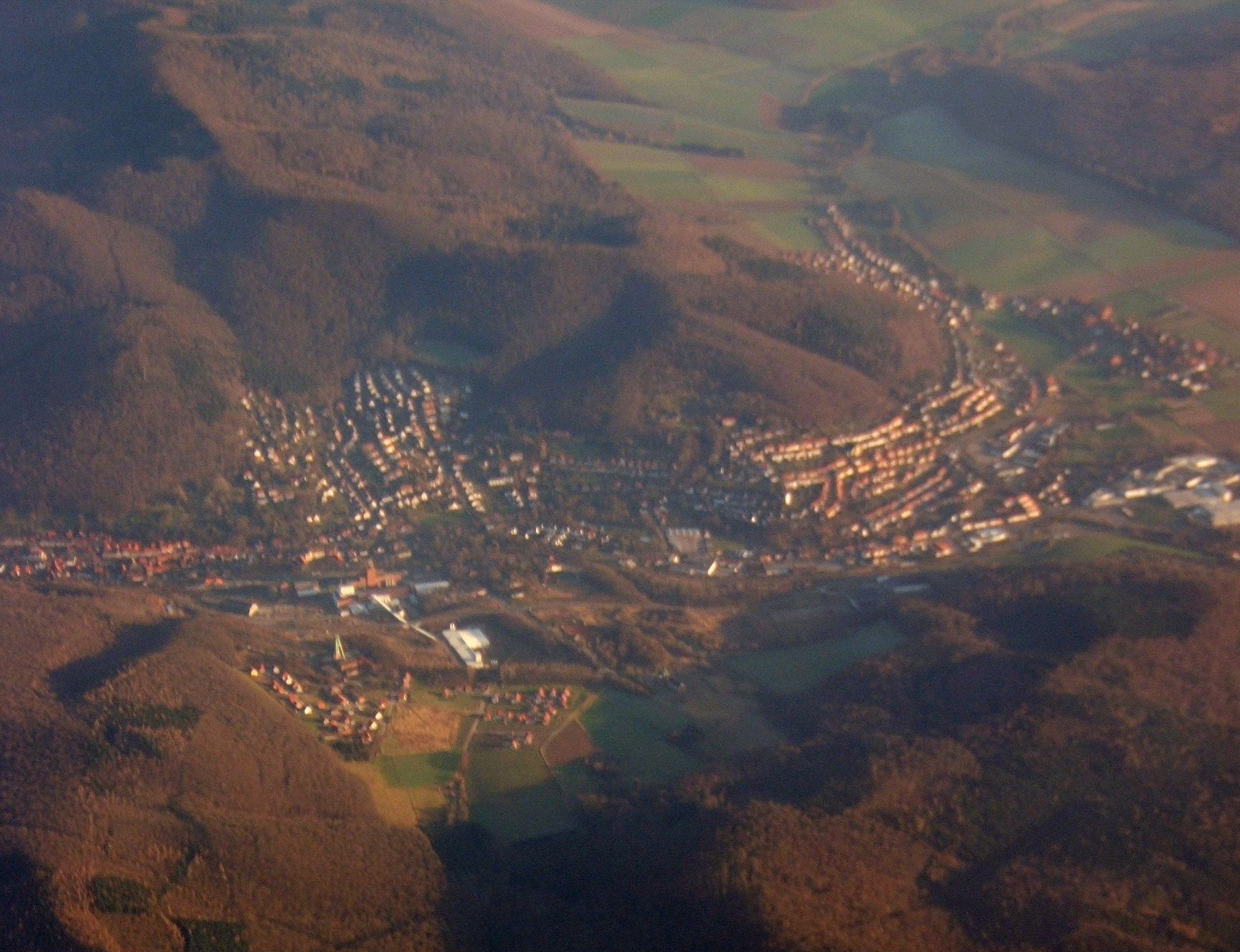
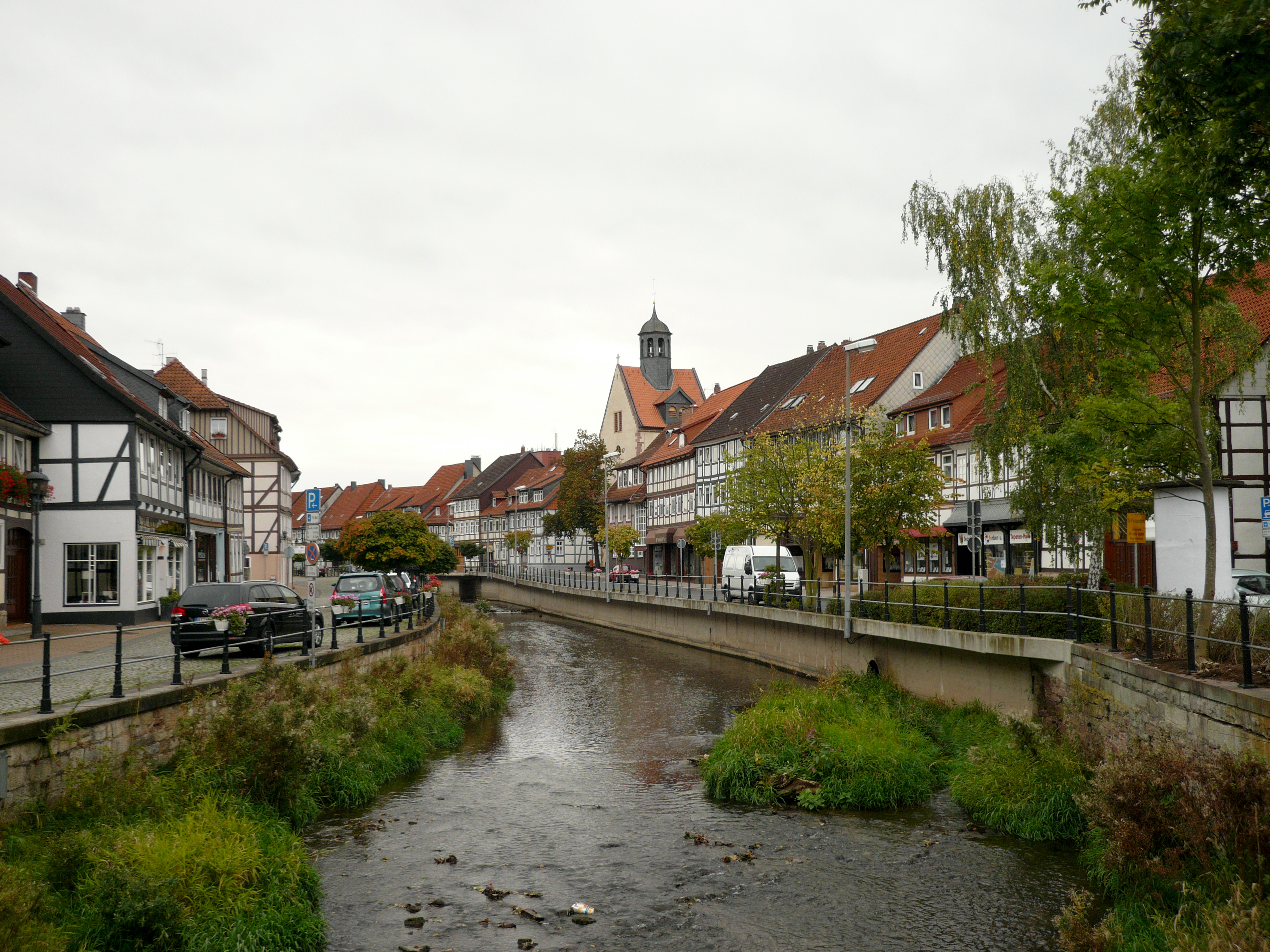
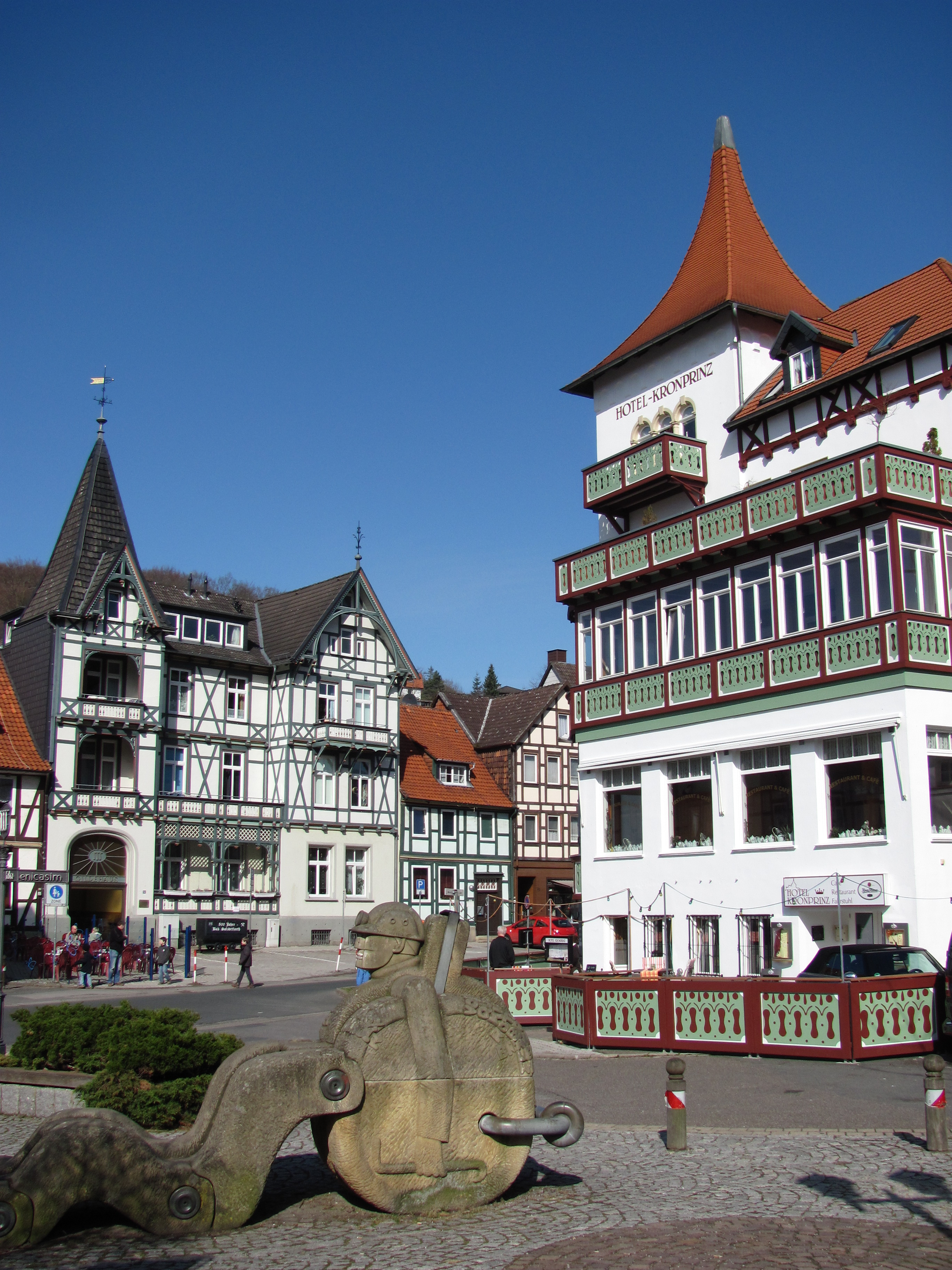
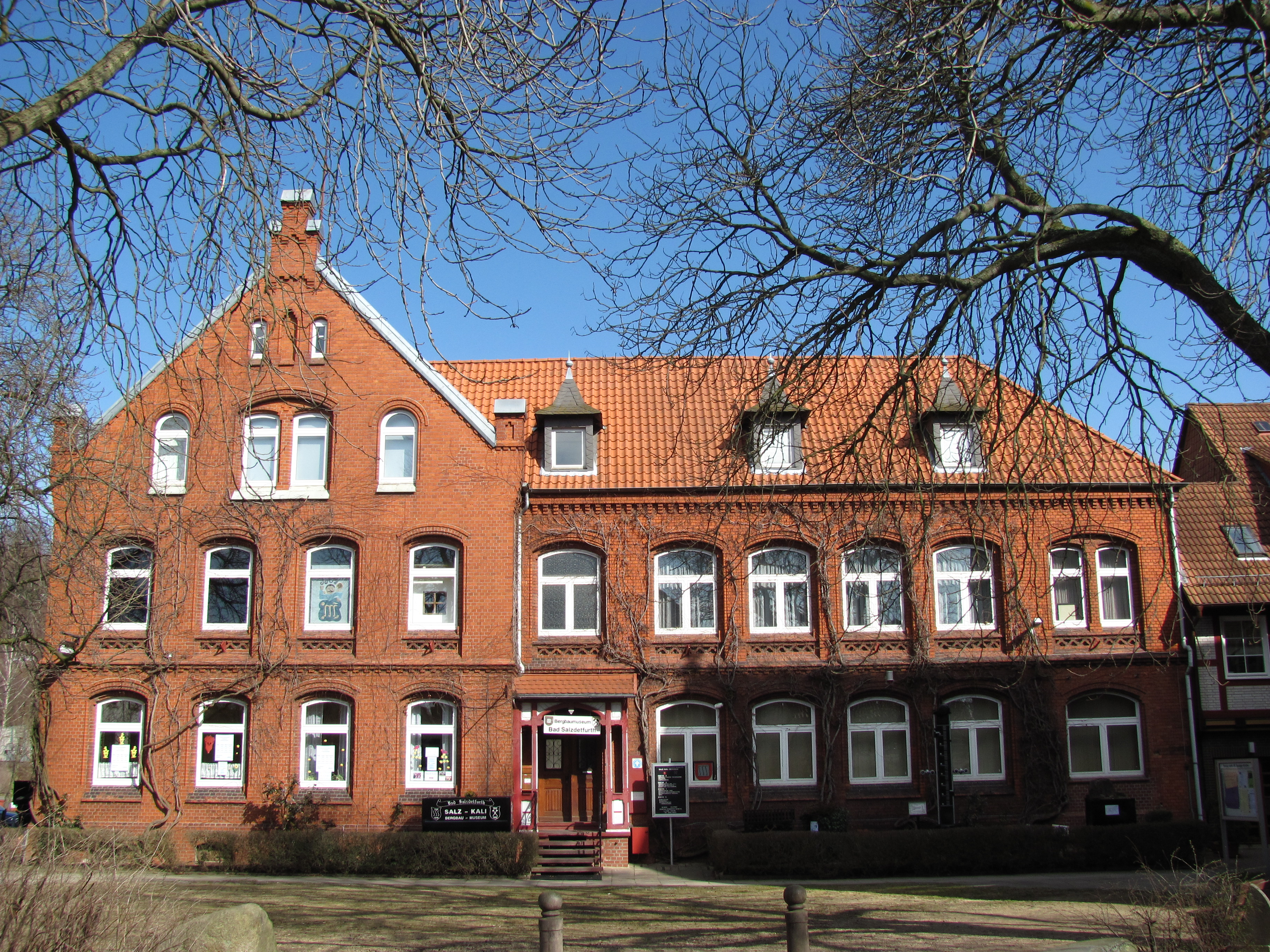
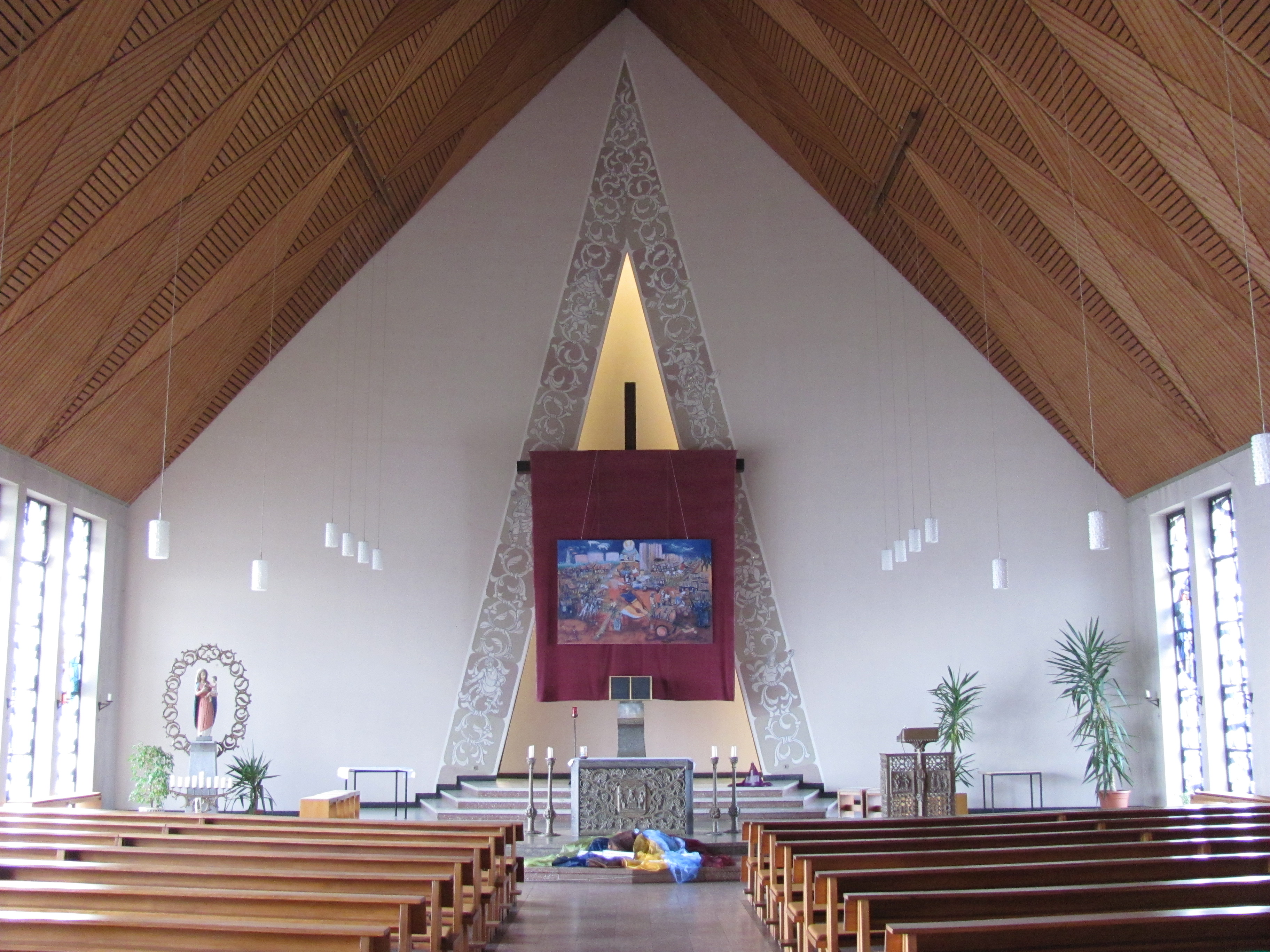
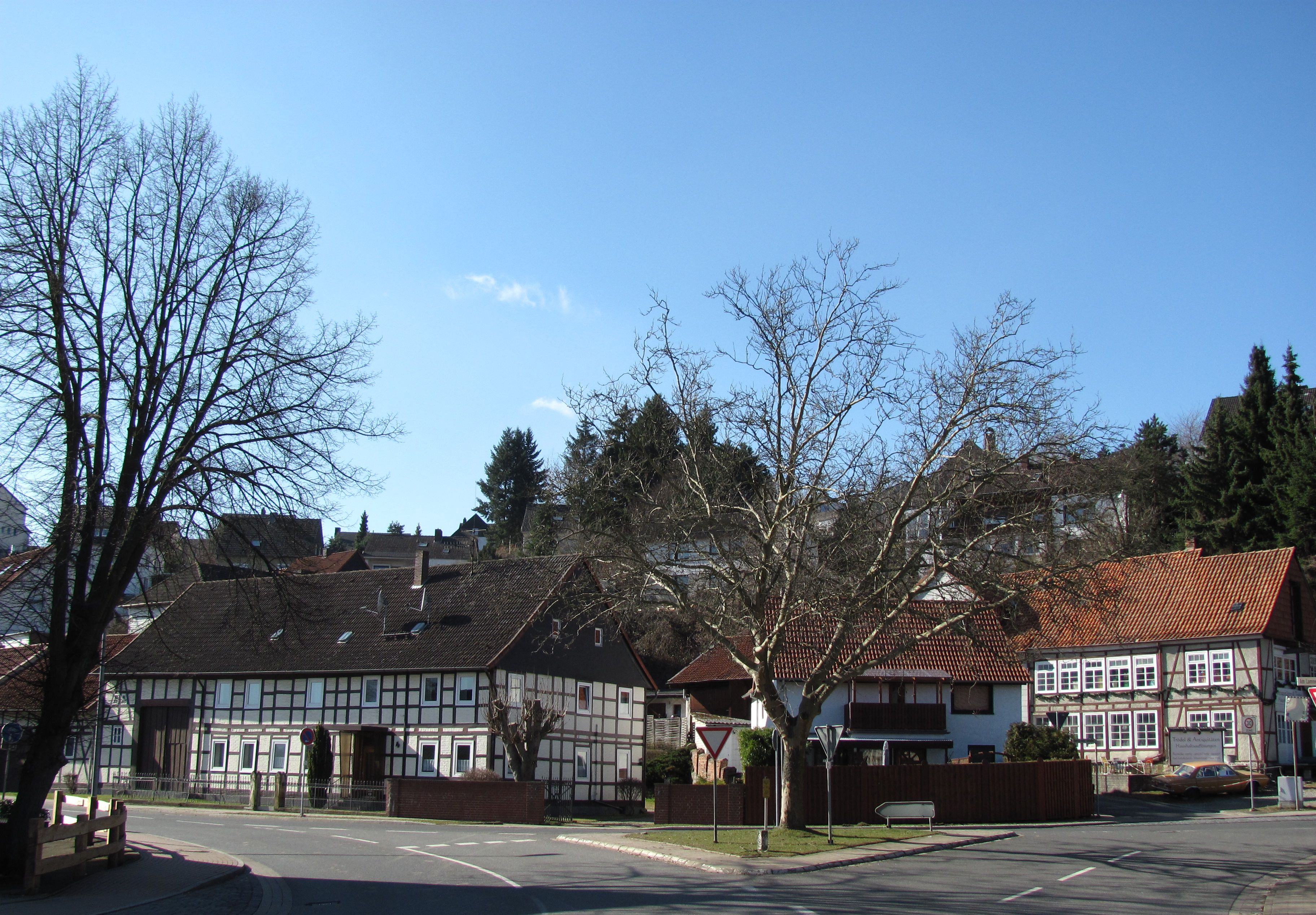
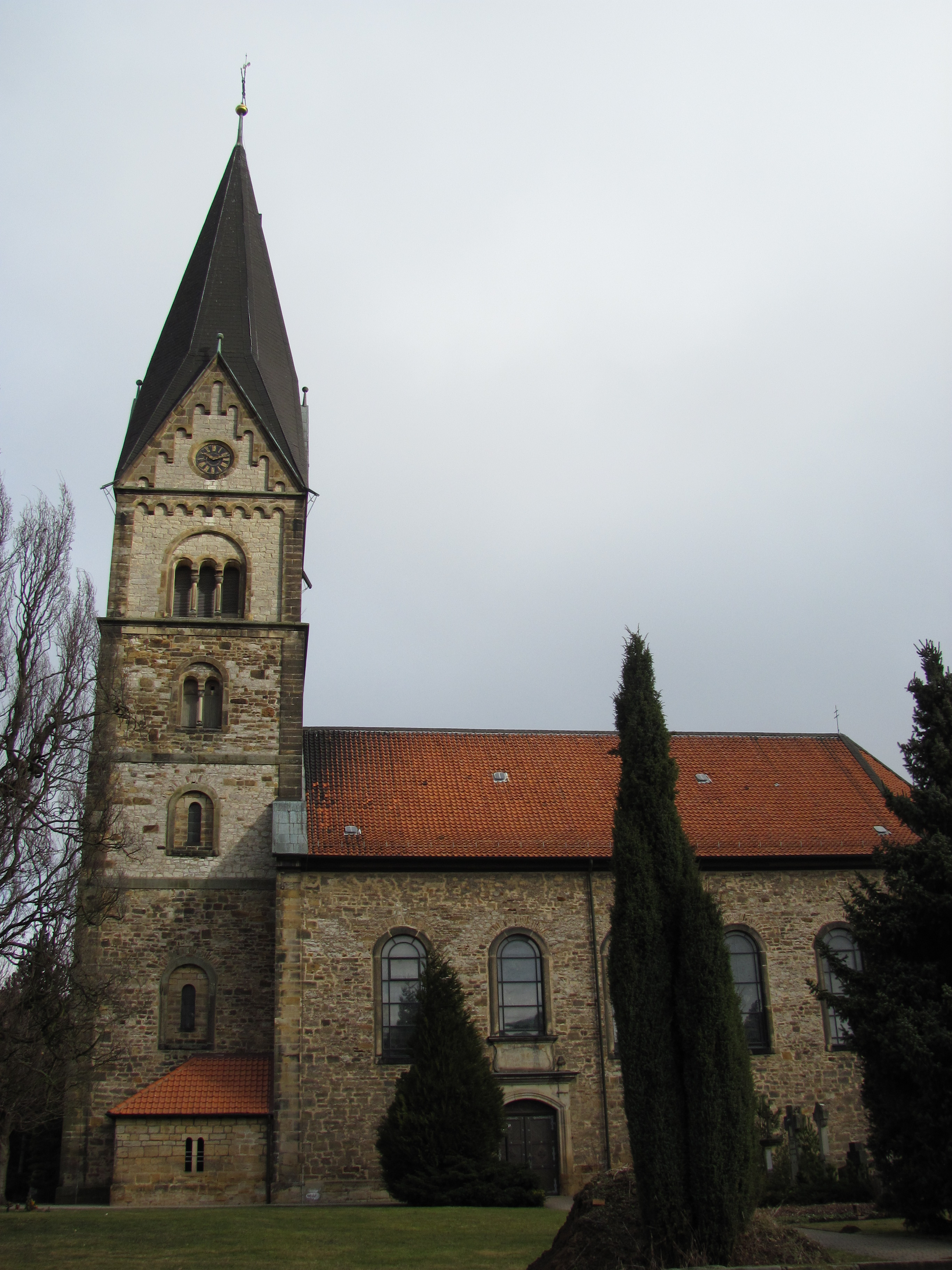
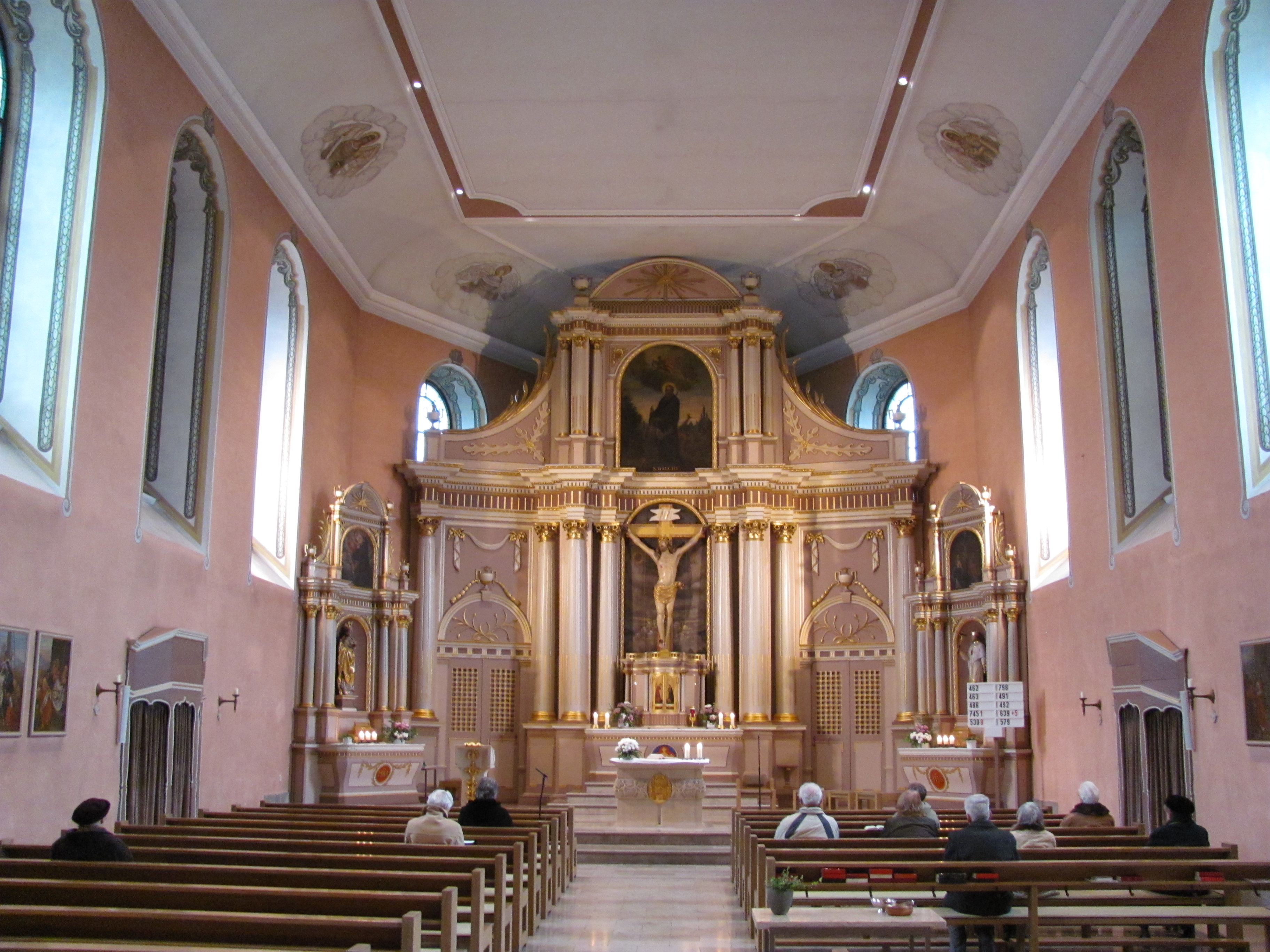
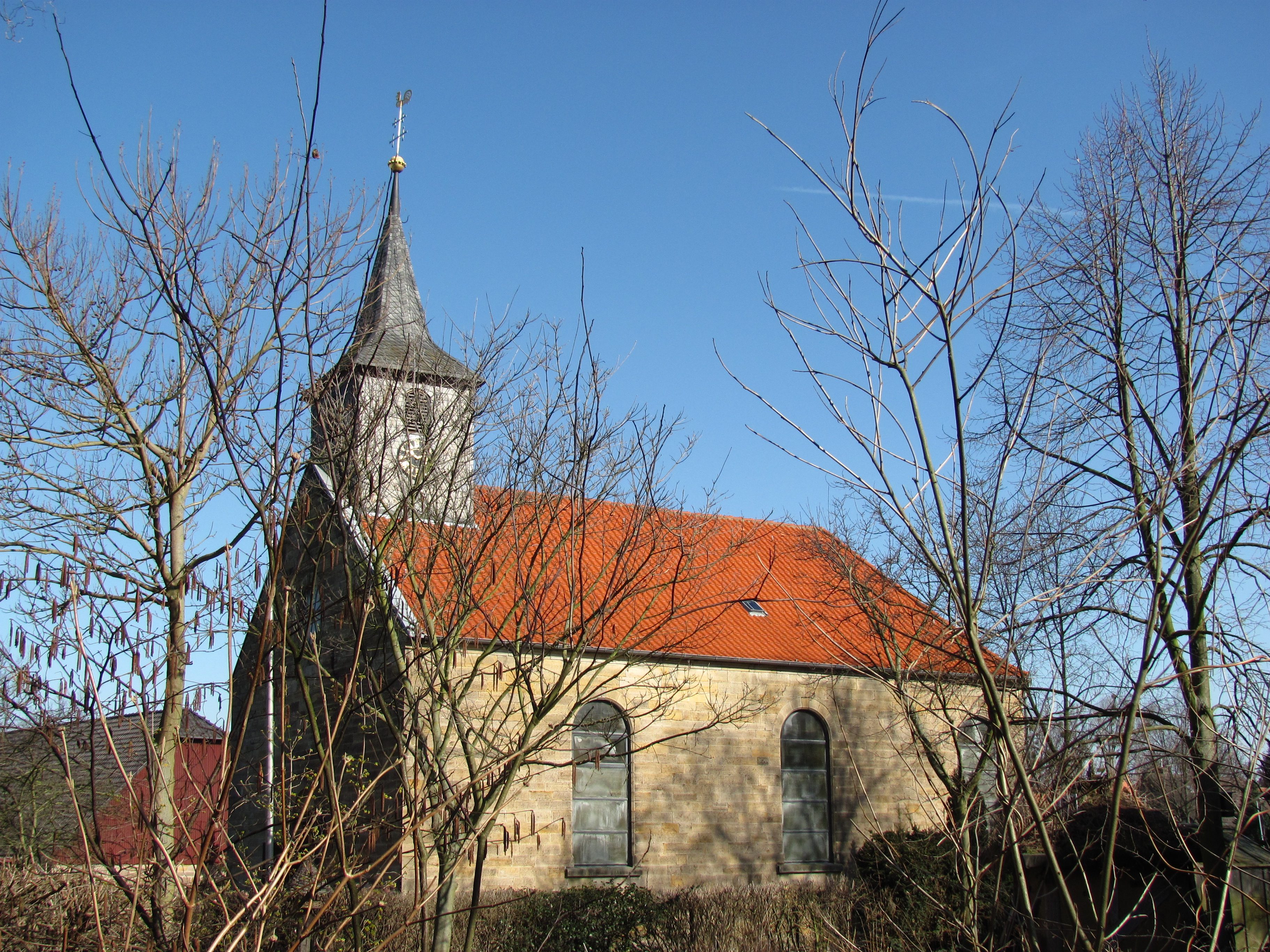
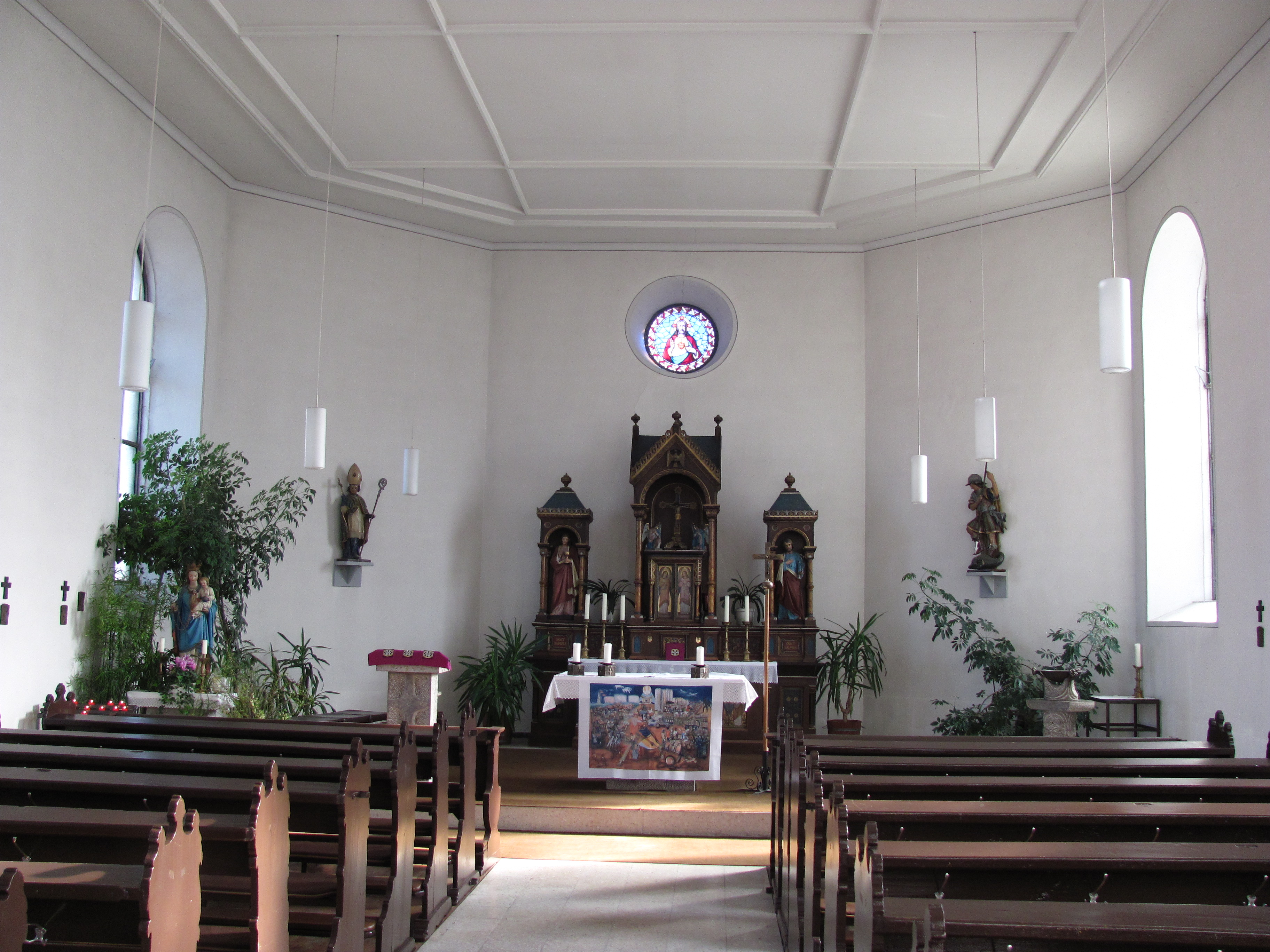
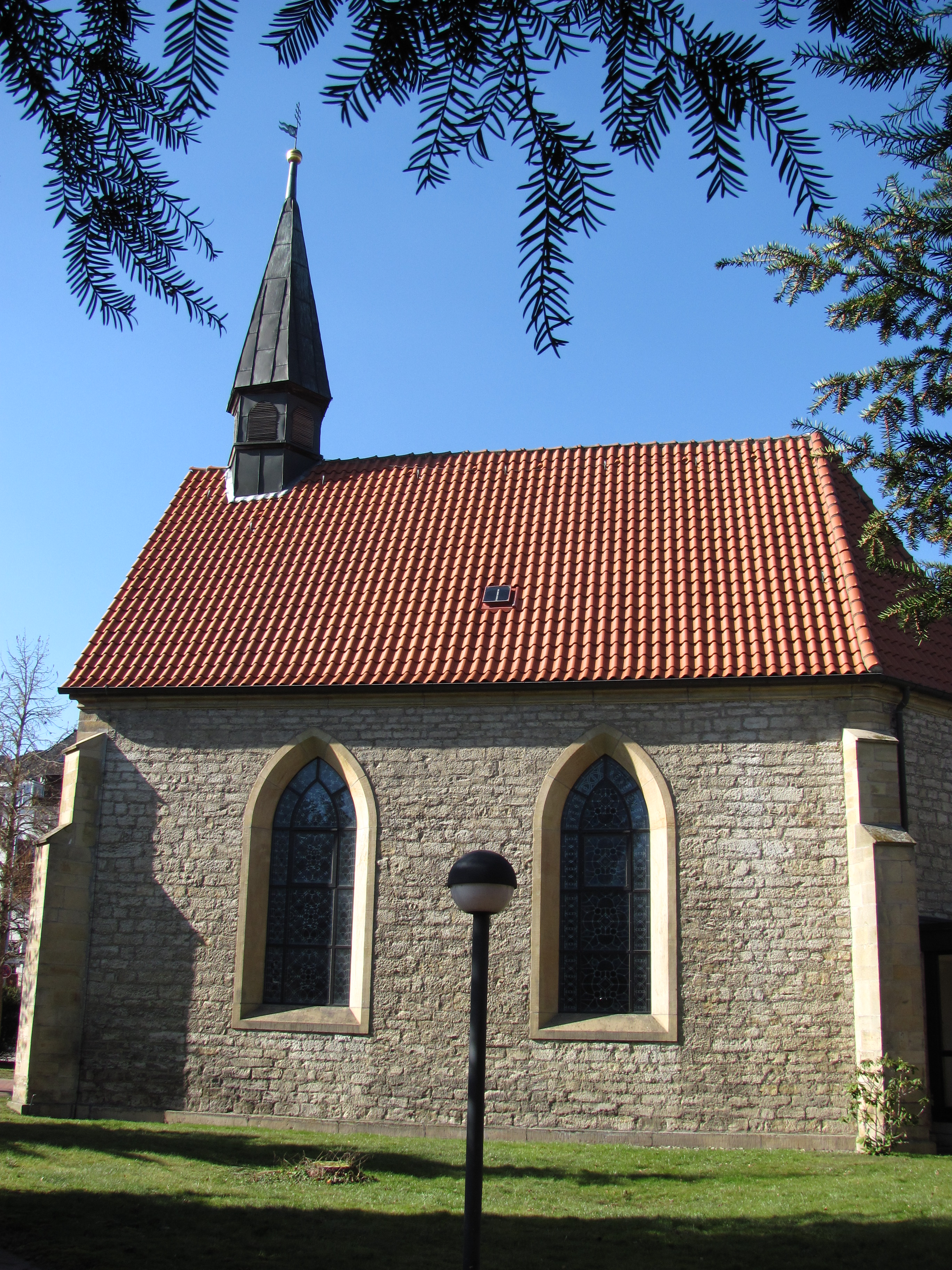
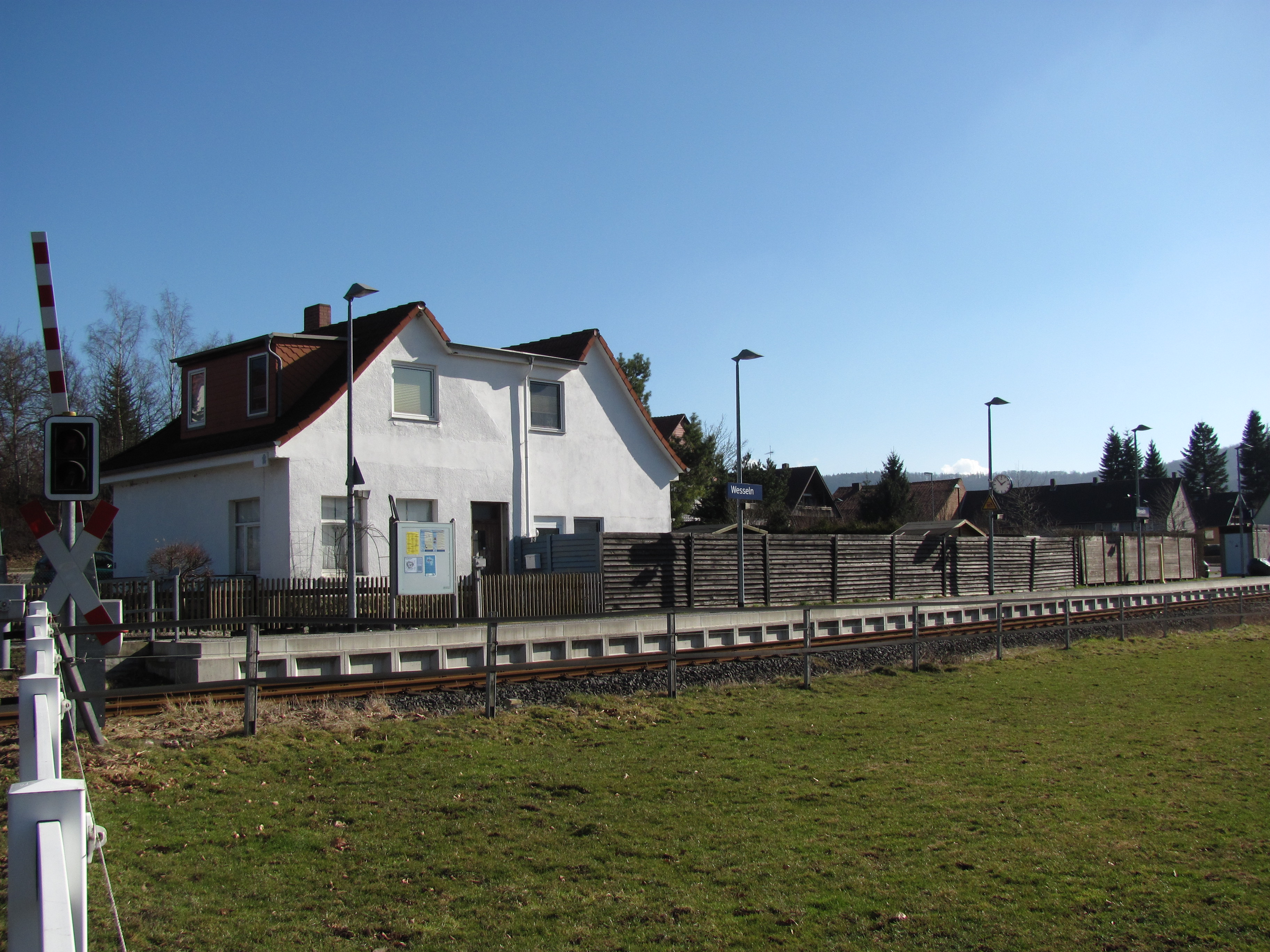